# 上浪朗
上浪 朗（うえなみ あきら、1897年-1975年）は、日本の建築家。逓信省営繕課で幾多の逓信建築にたずさわる。

## 経歴等
1897年（明治30年）大阪生まれ。1922年（大正11年）東京大学工学部建築学科を卒業し、同年逓信省経理局営繕課に就職し、逓信省の建築家になる。同年経理局営繕課技師に任命。
1927年（昭和2年）、営繕磔謝欄殿計6班主査。この間、下記作品を設計の他、尼崎郵便局電話分室新築、堺郵便局電話分室新築、京都中央電話局祇園電話分局新築、福山郵便局電話分室、宮崎郵便局電話事務室新築、銚子無線電信所新築工事を担当
1946年（昭和21年）、航空局技師を兼任。
1957年（昭和32年）、逓信省退官。構想建築研究所を設立。全国各地の簡易保険郵便年金事業団保養センターやNHKの地方テレビ局などを設計する。

## おもな作品
- NTT東日本長者町ビル（旧横浜中央電話局長者町分局）（1925（大正14）年）
- 大分郵便局電話事務室（1927（昭和3）年）
- 広島郵便局電話分室（1928（昭和4）年）
- 熊本逓信局（1928（昭和4）年）
- 東京中央電話局赤坂分局（1929（昭和4）年）
- NTT西日本京都支店祇園別館（旧祇園電報電話局）
- 芦屋郵便局電話事務室（1929（昭和4）年）
- 芦屋モノリス（旧逓信省芦屋別館）（1929（昭和4）年）
- 横浜中央電話局長者町分局（1930（昭和5）年）
- 東京中央電話局三田分局（1930（昭和5）年）
- 姫路モノリス（旧姫路郵便局電話分室）（1930（昭和5）年）
- 広島逓信局（1933（昭和8）年）
- 岡山郵便局（1933（昭和8）年）
- 呉電話分室（1936（昭和11）年）
- 京都中央電話局吉田分室（1937（昭和12）年）